# Квятковский, Евгений Викентьевич
Евгений Викентьевич Квятковский (15 августа 1918 года — 15 июля 2005 года) — советский и российский учёный-педагог, академик АПН СССР (1989), академик РАО (1993).

## Биография
Родился 15 августа 1918 года в г. Усмань Липецкой области.
В 1941 году — окончил Московский государственный педагогический институт, был учителем средней школы.
С 1950 года — работал в НИИ вечерних и заочных средних школ АПН РСФСР, с 1960 года — работал в НИИ художественного воспитания АПН СССР (сейчас - Институт художественного образования и культурологии РАО), с 1986 по 1990 годы — директор.
В 1971 году — защитил докторскую диссертацию.
В 1985 году — был избран членом-корреспондентом, а в 1989 году — академиком АПН СССР, в 1993 году — стал академиком РАО, состоял в Отделении образования и культуры.
Евгений Викентьевич Квятковский умер 15 июля 2005 года.

## Научная деятельность
Сфера научных интересов: художественное и эстетическое воспитание, межпредметные связи в преподавании художественных дисциплин.
Занимался проблемами формирования мировоззрения и личности ребёнка в процессе литературно-художественного образования и эстетического воспитания, исследовал педагогические аспекты роли литературы в общении школьников, её влияние на духовное развитие, нравственное и гражданское становление личности ребёнка; проблемы формирования образа мышления как условия повышения воспитательного воздействия искусства на школьников.
Разрабатывал систему уроков искусства, способствующую творческому развитию и выявлению природы одарённого ребёнка; принципы реализации межпредметных связей на уроках литературы, музыки, изобразительного искусства; методические принципы системы эстетического воспитания школьников в условиях учебной и внеучебной деятельности по искусству.

### Сочинения
- Исследования художественных интересов школьников, М., 1974 (ред.);
- Развитие художественных интересов сельских школьников, М., 1979 (ред.);
- Система эстетического воспитания школьников, М., 1983 (соавт.);
- Формирование коммунистического мировоззрения учащихся на уроках литературы, М., 1984;
- Русская литература 2-й половины XIX в. Хрестоматия историко-литературных мемуарных и эпистолярных материалов, М., 1986 (соавт.).